# Gudibrallan
Gudibrallan är en svensk musikgrupp grundad i Uppsala 1968. De har kallats ett protopunkband.  

## Biografi

### Bakgrund
Gruppen var sprungen ur studentlivet i Uppsala av ett gäng studenter 1968. Ett av sina första uppträdanden gjorde de på den första Gärdesfesten i Stockholm. Deras förhållningssätt till musik och text var alltid anarkistiskt, och de har utan omsvep kritiserat allt från Gud till Mao ofta med en stor dos humor. Deras sätt att skapa musik har fått många att kategorisera dem som ett protopunkband, det vill säga, ett band som skapade musik utifrån ett punkideal, långt innan punken etablerade sig kring slutet av 1970-talet. 

### Tidiga år
De gav ut sin första skiva Uti vår hage 1970 på Silence Records och sin andra skiva Gudibrallan II 1971 (inspelad av Bo Hansson) på samma bolag. 
Som kuriosa kan nämnas att Uti vår hage blev Silence första utgivning och Bo Hanssons Sagan om ringen den andra, även om skivnumret är omvänt. 
Gudibrallan II hade en bonussingel "Handgranat och bajonett" som var en ny text till en gammal Ulf Peder Olrog-melodi. Vissa oklarheter om rättigheterna att göra så (tillåtet då det är satir) gjorde att Silence inte vågade riskera att hela LP:n skulle kunna dras in. Så man la "Handgranat och bajonett" som en lös singel i LP:n, utifall den skulle förbjudas. Det sägs dock att Olrog gillade Gudibrallans version skarpt. 

### Utveckling och senare år
Gudibrallan var ett utpräglat liveband och genomförde en mängd konserter efter uppehåll från 1974-1985 fram till slutet av 1980-talet, sedan mer sporadiskt under 1990-talet för att igen bli mer aktiva under 2000-talet. Hösten 2004 gav de ut albumet Visor Från Sovjetunionen med mestadels nytt material.
2019 fick deras låt Sosse från 1970 förnyad aktualitet.
2019 återuppstod konstellationen från 1985 under namnet Gudibrallan – Återkomsten. Mats Hellqvist kunde på grund av personliga skäl inte medverka och ersattes av Nikke Ström (tidigare i Nynningen).

## Bandmedlemmar genom tiderna
| 1968 – 1972 - Örjan Tejre - Jan-Olov Lindberg - Dag Krafft - Torbjörn Lindberg - Håkan Gustavsson - Urban Carlsson - Urban Lönn - Sven-Erik Karlsson - Thomas Wårdsäter | 1981 – 1991 - Örjan Tejre - Mikael Katzeff - Mats Hellqvist - Mats Rendahl - Christer Borg - Leif Nylén - Dag Werle - Christer Broberg - Janne Brandt - Per Wikström - Kenneth Selin (1987-1991) - Thord Kristiansson Alltiallo | 1993 – 2006 - Örjan Tejre - Mikael Katzeff - Mats Hellqvist(-1997) - Mats Rendahl (-2004) - Christer Borg (1995-2000) - Dag Werle (-2006) - Håkan Linn (1997-) - Brynn Settels (andra skivan, 2000-2005 samt reunion 2011) - Sigge Krantz (2002-2004) - dr Åke (2000-2006 samt reunion 2011) - (Vovven) Magnus Lindblom (1995-1998) - Per Bruun (2004-2006 samt reunion 2011) - Micke Seid (1997-2006) - Anders "Henkan" Henriksson (2005-2006) |

- 2011–2014
- Örjan Tejre
- Håkan Linn
- Per Bruun
- Brynn Settels
- dr Åke

## Gudibrallan Återkomsten
- 2019 -
- Örjan Tejre, sång
- Mikael Katzeff, gitarr, sång
- Dag Werle, klaviatur, sång
- Christer Borg, trummor
- Nikke Ström, bas
- Ove Wahlqvist, fiol, klaviatur
- Återkommande gäster:
- Magnus "Hippievovven" Lindblom, gitarr,sång
- Samuel Trygger, gitarr, sång
- Bosse "Kopp Te" Gustafsson, Dror Feiler, Salomon Helperin: blås

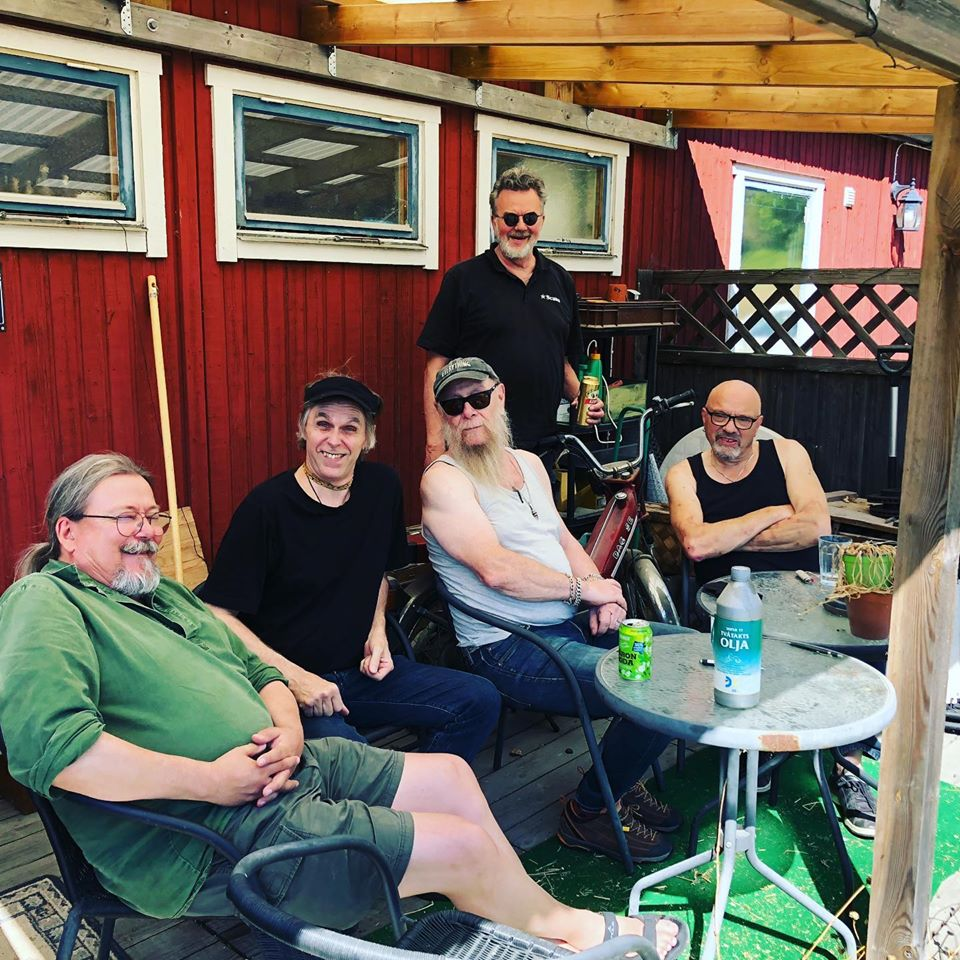

## Diskografi

### Album
- 1970 Uti vår hage
- 1971 Gudibrallan II
- 1995 T-Doja (samling)
- 2004 Visor från Sovjetunionen
- 2005 Tuff lunch (levande)
- 2006 Hård frukost (ännu mera levande)

### Singlar & EP:s
- 1971 Handgranat och bajonett/Ät mer gröt!
- 1984 Tare i dalen(Swensk bön)/T-dojja
- 1986 Rockbock/Månen
- 1987 Boforsresan/Röd gubbe
- 2004 Bryter ihop/Nog!

### Samlingsskivor (div. artister)
- 1971 Festen på Gärdet
- 1985 Gärdesfest Live!
- 1989 Proggen slår till
- 1993 Progg Hits
- 1995 Vild i skogen - Silence..
- 1999 Proggen musikrörelsens..
- 2003 Proggklassiker 1969-82